# Крибул
Крибу̀л е село в Югозападна България. То се намира в община Сатовча, област Благоевград.

## Население

### Етнически състав
Преброяване на населението през 2011 г.
Численост и дял на етническите групи според преброяването на населението през 2011 г.:
|                     | Численост |
| Общо                | 391       |
| Българи             | 208       |
| Турци               | 157       |
| Цигани              | -         |
| Други               | -         |
| Не се самоопределят | -         |
| Неотговорили        | 19        |

## География
Село Крибул се намира в планински район. Селото е разположено източно от Бистрица на север от село Боголин. То попада в историко-географската област Чеч.

## История
Крибул има дълга история. Селото съществува още от древни времена. За това свидетелстват тракийските гробове, които се разкриват от жителите на селото, докато обработват градините си. Открити са и останки от еднокорабна църква от V век, около която през Средновековието се развива некропол. Вероятно е Крибул да е наследник на обезлюденото село Букорово или да е приютило преселници от него.
В XIX век Крибул е мюсюлманско село в Неврокопска каза на Османската империя. В „Етнография на вилаетите Адрианопол, Монастир и Салоника“, издадена в Константинопол в 1878 година и отразяваща статистиката на населението от 1873 година, Крабул (Kraboul) е посочено като село с 50 домакинства и 140 жители помаци. Съгласно статистиката на Васил Кънчов („Македония. Етнография и статистика“) към 1900 година Крибул (Крабулъ) е българо-мохамеданско селище. В него живеят 550 българи-мохамедани. Според Стефан Веркович към края на XIX век Крибул (Крабул) има мюсюлманско мъжко население 180 души, което живее в 50 къщи.
Вследствие на Балканските войни, от 438 жители през 1910 година, в селото през 1920 година са останали само 217.
През 1899 година селото има население 290 жители според резултатите от преброяване населението на Османската империя. Според Димитър Гаджанов в 1916 година в Абланица, Боголин и Крибул живеят 1692 помаци.
Според данните от преброяванията през годините 1926, 1934, 1946 и 1956, населението на Крибул е било съответно 218, 170, 227 и 254 души.

## Обществени институции
- ОУ „Светлина“

## Културни и природни забележителности
При археологически проучвания край Крибул са открити средновековен некропол и късносредновековна църква, сред руините на изчезналото село Букорово. Крибул е известно и с това, че е единственото село в Чеча, в което има открити следи от развитие на средновековна черна металургия.